# 何百芮的地獄毒白
《何百芮的地獄毒白》（英語：The Accidental Influencer）是一部於2024年在HBO GO上線的台灣原創喜劇，由謝沛如執導。該劇由郭書瑤、孫可芳、阿Ken（林暐恆）、鍾瑶主演。影集講述追求穩定的何百芮（由 郭書瑤 飾演）在30歲前夕、剛買房決定邁向人生下一章節時，被男友無預警提分手，而後又發現自己不僅是被劈腿無縫接軌，男友的劈腿對象還是自己工作的「老女上司」，憤而提離職因此失業。
全劇圍繞於何百芮使用前男友協助開設的IG帳號，化身為「地獄來的前女友」，以各式經典前女友復仇貼文（如：「我的寂寞是一頭野獸」、「男人劈腿就像狗舔雞雞一樣改不了」）逐漸打開網路知名度，進而躋身網紅的行列。
本劇改編自初代KOL「網紅始祖鳥」宅女小紅的真實人生，內容涵蓋感情、工作、友情，是一幽默詼諧輕鬆嗆辣小品臺式喜劇，該劇由彼此影業股份有限公司、台灣大哥大MyVideo、百聿數碼創意股份有限公司、兔將創意影業股份有限公司、Midori International Holdings 共同出品。

## 演員角色
- 郭書瑤 飾演 何百芮[4]：專職會計，愛鬥嘴，愛吃麻辣鍋。在食品公司做了八年小會計，被同事譽為不近人情的小閻羅王。自認理性的何百芮，除了認真工作、存錢買房，沒什麼太大志向，但因男友劈腿失戀又失業，之後以IG發文成為網紅。
- 鍾瑶 飾演 Vivian[5]：慈善基金會公關，優雅能幹的Vivian在貴婦雲集的慈善基金會擔任秘書，熟諳人際間的應對進退，但工作以外的Vivian其實是個魚干女，懶惰任性。

- 孫可芳 飾演 克拉拉[6]：造型師，膚淺樂觀，只在乎對方有沒有迷人的外表，唯一的煩惱是如何在感情中保持活力，因為她易於厭倦。
- 阿Ken（林暐恆）飾演 梁恕誠[7]：資深副總，辣鍋小夥伴中唯一男性代表，也是何百芮的前姐夫。

- 張睿家 飾演 周志明[8]：廣告製片，看似奮發上進，實則對人生方向感到迷惘。
- 姚以緹 飾演 游倩：董事千金，百芮的主管，漂亮聰明，事業有成，在愛情中自然也是所向無敵。
- 姚淳耀 飾演 羅人傑：前工程師，宅男電腦工程師兼好好先生。

- 詹懷雲 飾演 何萬生：從小在女多男少的家中長大，排行老么，一路崇拜三個姊姊長大。

- 林予晞 飾演 陳力華
- 張洛偍 飾演 菲力
- 黃舒湄 飾演 志明媽：周志明的媽媽
- 劉亮佐 飾演 何爸：何百芮的爸爸
- 郎祖筠 飾演 何媽：何百芮的媽媽
- 王偉忠 飾演 游倩父親，公司總經理

## 播出資訊
| 集數     | 播出日期 | 標題                     | 英文標題                                | 劇情簡介                                                                                     |
| -------- | -------- | ------------------------ | --------------------------------------- | -------------------------------------------------------------------------------------------- |
| 第一集   | 2月10日  | 該OO的時候，何百芮XX了   | When You Thought It Was Time            | 何百芮剛買下人生第一棟房子，正等著男友向她求婚，沒想到卻在生日當天迎來令人心碎的消息。       |
| 第二集   | 2月10日  | 到處都是回憶的漩渦       | Red’s Memory-Go-Round"                  | 分手後，何百芮不斷試圖聯絡前男友，結果在社交平台上看見令人震驚的貼文。                       |
| 第三集   | 2月10日  | 她穿得下但我穿不下……     | It Fits The B*tch, But Not Me           | 為了發洩對前男友與新上司游倩的不滿，何百芮決定在社交平台上罵前男友與她分手這件事。           |
| 第四集   | 2月17日  | 自己的 Credit 自己修！   | You've Got To Earn Your Worth!          | 何百芮試圖用工作來轉移注意力，並在失戀中看見一線希望。                                       |
| 第五集   | 2月17日  | 聽說何百芮最近貌美如花   | A Heartbroken Red Is Smoking Hot        | 何百芮巧遇前男友與新歡走在一起，使她剛建立起來的自信心又被打碎了。                           |
| 第六集   | 2月24日  | 失業不打緊，何家關心您   | There’s No Place Like Home"             | 在家庭聚餐時，何百芮單身又失業的消息終於曝光。她回家後發現自己在社交平台上的貼文意外爆紅。   |
| 第七集   | 2月24日  | Vivian的男友想要「那個」 | Vivian’s Boyfriend Wants ""More""       | 何百芮在網路上大受歡迎，而她和克拉拉因李又唯男友唐突的拜訪幫她打掃家裡。                     |
| 第八集   | 3月2日   | 腿張開，重新開始談戀愛   | Legs Open, Heart Open                   | 何百芮的信心與事業遭受雙重打擊，她決定嘗試新嗜好。                                           |
| 第九集   | 3月2日   | 相親和面試只有一線之隔   | Blind Date Or Job Interview?            | 何百芮同時處理感情生活和工作，卻錯把一場面試當成相親，然而一切有著出乎意料的發展。           |
| 第十集   | 3月9日   | 周志明陰魂不散           | The Omnipresent Chihming Chou           | 何百芮在新工作和網紅事業間打轉，還在八卦網站上看到游倩的花邊新聞。                           |
| 第十一集 | 3月9日   | 窩邊草還是回頭草         | Good Riddance Or Good to See You Again? | 周志明的母親試圖說服何百芮和周志明復合，克拉拉則因為要與前任接觸而感到困擾。                 |
| 第十二集 | 3月16日  | 網紅最怕的就是定位不明了 | An Influencer's World Is a Rocky One    | 何百芮在發出一則情緒性的貼文之後，引起粉絲不滿，這也讓她考慮是否要應邀參加脫口秀並公開身份。 |
| 第十三集 | 3月16日  | 說好的Happy Ending呢?    | What About My Happy Ending              | 在何百芮和前任意外相遇後，她終於接受他們感情結束的事實。                                     |

## 獎項

### 金鐘獎
| 年份   | 頒獎單位     | 獎項             | 入圍者         | 結果 |
| ------ | ------------ | ---------------- | -------------- | ---- |
| 2024年 | 第59屆金鐘獎 | 戲劇節目導演獎   | 謝沛如         | 提名 |
| 2024年 | 第59屆金鐘獎 | 戲劇節目編劇獎   | 盧慧心、謝沛如 | 提名 |
| 2024年 | 第59屆金鐘獎 | 戲劇節目女配角獎 | 孫可芳         | 提名 |
| 2024年 | 第59屆金鐘獎 | 戲劇節目女配角獎 | 鍾瑶           | 提名 |
| 2024年 | 第59屆金鐘獎 | 戲劇類節目攝影獎 | 周宜賢、楊豐銘 | 提名 |
| 2024年 | 第59屆金鐘獎 | 戲劇類節目剪輯獎 | 陳俊宏         | 提名 |
| 2024年 | 第59屆金鐘獎 | 戲劇類節目燈光獎 | 謝松銘         | 提名 |